# Marilee Stone
Marilee Stone is een personage uit de Amerikaanse soapserie Dallas. De rol werd vertolkt door Fern Fitzgerald. Het personage werd geïntroduceerd in de vijftiende aflevering van het tweede seizoen op 14 januari 1979. Stone is een gastpersonage dat regelmatig ten tonele verschijnt maar nooit een hoofdrol krijgt. Tot het elfde seizoen is ze regelmatig te zien, daarna verschijnt ze nog één keer in het twaalfde seizoen en in enkele afleveringen van het dertiende seizoen. Het personage van Stone kan het beste omschreven worden als een harde opportunistische zakenvrouw.

## Personagebeschrijving
Marilee is de dochter van oliebaron Martin Hurst van Hurst Oil. Na de dood van Martin wordt Marilee's man Seth Stone directeur en wordt de naam gewijzigd in Stonehurst Oil. Marilee is aangesloten bij de Daughters of the Alamo en komt zo vaker in contact met Sue Ellen en Miss Ellie. J.R. heeft een grote oliedeal in Zuidoost-Azië, waar het oliekartel, waartoe ook Stonehurst behoort, maar wat graag aan wil deelnemen. J.R. wil echter de hele koek voor zichzelf tot hij ontdekt dat er een revolutie op til is waardoor de contracten waardeloos worden. Hij besluit om te verkopen en na de verkoop komt er een revolutie wat leidt tot een groot verlies bij de deelnemers. Seth pleegt zelfs zelfmoord waardoor Marilee nu aan het hoofd komt van Stonehurst Oil. Samen met Jordan Lee van het oliekartel proberen ze om Ewing Oil te boycotten, maar nadat Bobby directeur wordt doet hij moeite voor het kartel en geven Marilee en Jordan toe. Marilee probeert Bobby te verleiden, maar hij gaat niet in op de avances van haar.
Door tegenwerkingen van J.R. besluit Bobby om J.R. terug aan het roer te plaatsen. Het kartel is nog steeds niet scheutig op een samenwerking en laat weten nooit meer zaken te doen met J.R. Echter, J.R. zou J.R niet zijn als hij zich niet uit deze situatie zou redden. Hij zorgt ervoor dat er een contrarevolutie komt in Zuidoost-Azië waardoor de oliecontracten terug in handen van Ewing Oil en het kartel komen. Alles lijkt terug koek en ei, hoewel het niets verandert aan het feit dat haar man nog steeds dood is, doet Marilee alsof het een overwinning is dat het geld alsnog binnenstroomt.
J.R. koopt veel olie op om Clayton Farlow dwars te zitten omdat Sue Ellen bij hem woont. Hij sluit een lening af van 200 miljoen dollar. De olieprijs zakt en via Afton Cooper komt Cliff te weten dat J.R. in de rats zit. Hij stelt aan Vaughn Leland en het kartel voor om de lening over te nemen zodat Ewing Oil dit aan hen moet aflossen met grote intrest. Van zodra Miss Ellie hier lucht van krijgt gaat ze naar Farlow om de olie te verkopen zodat de verliezen beperkt zijn. Ze roept iedereen samen om hen de mantel uit te vegen.
Marilee begint een affaire met J.R. en samen met hem neemt ze Cliff Barnes te grazen. Ze gaat naar Cliff en zegt dat J.R. haar nogmaals belogen heeft en helemaal niet met haar van plan is te trouwen. Ze weet een stuk grond waar veel olie in zit. Zonder het te dubbelchecken springt Cliff op de kar van Marilee en brengt 4,5 miljoen dollar in dat hij leent van Wentworth waar hij directeur is. De geologische rapporten werden door J.R. vervalst en er zit helemaal geen olie in de grond. J.R. betaalt Marilee haar inbreng terug en beëindigt ook de relatie met haar omdat hij opnieuw met Sue Ellen wil trouwen. Nu voelt Marilee zich bedrogen door J.R. Cliff zit aan de grond nu zijn moeder hem ontslagen heeft bij Wentworth en Marilee voelt zich schuldig en wil zich verontschuldigen bij Cliff die haar echter de deur wijst. Kort daarop probeert Cliff zelfmoord te plegen. Marilee wil het opnieuw goedmaken en biedt Cliff een baan aan bij Stonehurst Oil. 
In het zevende seizoen wil Cliff het maken als nieuwe directeur van Barnes-Wentworth en hij biedt een groot bedrag voor contracten in de Mexicaanse Golf en probeert Marilee mee in het project te laten stappen als investeerder. Marilee wil dit echter anoniem doen, zonder medeweten van het kartel. J.R. slaagt er echter in om Marilee te doen geloven dat ze haar geld weggooit en aangezien ze geen overeenkomst getekend heeft laat ze Cliff vallen waardoor hij zelf voor alle kosten moet opdraaien. Net voor het bedrijf failliet gaat wordt er olie gevonden en Cliff is weer schatrijk. Marilee is furieus op J.R. en probeert het goed te maken met Cliff. Die gaat wel met haar naar bed maar bedankt haar dan voor bewezen diensten en zegt dat hij niets meer met haar te maken wil hebben. 
Een tijdje later krijgt Marilee het aan de stok met J.R.'s nicht Jamie Ewing, die haar onbeleefd vindt en nadat Marilee J.R. openlijk verleidt op de Ewing barbecue smijt Jamie haar in het zwembad.